# Meziane Idjerouidene
Pour les articles homonymes, voir Idjerouidene.
Meziane Idjerouidene, né le 13 juin 1980 à Paris, est un homme d'affaires franco-algérien.
Il est le président-directeur général de l'entreprise française Weaving Group et fils de Arezki Idjerouidene.

## Biographie

### Famille et formation
Meziane Idjerouidene naît le 13 juin 1980 à Paris, fils de l'homme d'affaires Arezki Idjerouidene et de Bettina Louise Idjerouidene. Il effectue sa scolarité au Blanc-Mesnil, jusqu'à son baccalauréat.
En 2002, Il obtient sa maîtrise en économie internationale option Développement, à l'Université Paris I Panthéon Sorbonne, avant de se lancer dans un DEA Relations internationales (Intelligence de l'Europe) à l'Université Paris-Est Marne-la-Vallée en 2003. Il termine ses études en 2004 avec un Mastère spécialisé en Management du transport aérien à l'École nationale de l'aviation civile (ENAC).

### Carrière professionnelle
En 2005, à l'âge de 24 ans, Meziane prend la direction générale de la compagnie aérienne Aigle Azur après son rachat par le groupe GoFast, fondé par son père Arezki Idjerouidene. En 10 ans, aux côtés de son père, il hisse l'entreprise au second rang des compagnies aériennes françaises en nombre de passagers transportés : la compagnie passe de 40 à 1 400 collaborateurs répartis sur plusieurs territoires et d'une flotte de 1 à 13 avions.
À partir de 2012, le groupe GoFast se désengage du capital de Aigle Azur, en faisant entrer de nouveaux investisseurs capables de soutenir un développement plus important dans un contexte concurrentiel extrêmement agressif.
Depuis 2014, Meziane Idjerouidene a pris la suite de son père à la tête de Weaving Group, ex GoFast Group. Il s'attache depuis lors à développer et diversifier le groupe familial qui opère aujourd'hui dans des secteurs diversifiés : commissionnaire de transport (GoFast Freight Forwarding), créateur de voyages sur-mesure pour les entreprises (GoFast Travel), communication digitale (Dagobert), épicerie fine (La Chambre aux Confitures), compagnie d'hélicoptères (Helifirst), et fonds d'investissement (Weaving Invest),.

## Distinctions
Lauréat du classement Choiseul 100 – Les leaders économiques de demain en 2017, 2018 et 2019 :
- 68e position en 2017[7].
- 49e position en 2018[8].
- 21e position en 2019[9].